# 2017年世界射箭锦标赛
2017年世界射箭锦标赛是第49届世界射箭锦标赛。该届比赛于2017年10月15日至22日在墨西哥城举办，共有来自58个国家和地区的373名运动员参加比赛。本届赛事共设10个项目。主赞助商为现代汽车。

## 奖牌榜
| 排名 | 国家／地区 | 金牌 | 银牌 | 铜牌 | 總數 |
| ---- | ---------- | ---- | ---- | ---- | ---- |
| 1    |            | 5    | 1    | 2    | 8    |
| 2    | 義大利     | 1    | 1    | 1    | 3    |
| 3    | 法國       | 1    | 1    | 0    | 2    |
| 4    | 哥伦比亚   | 1    | 0    | 1    | 2    |
| 4    | 美国       | 1    | 0    | 1    | 2    |
| 6    | 俄羅斯     | 1    | 0    | 0    | 1    |
| 7    | 德国       | 0    | 2    | 1    | 3    |
| 8    | 中華臺北   | 0    | 1    | 2    | 3    |
| 9    | 丹麦       | 0    | 1    | 0    | 1    |
| 9    | 印度       | 0    | 1    | 0    | 1    |
| 9    | 墨西哥     | 0    | 1    | 0    | 1    |
| 9    | 土耳其     | 0    | 1    | 0    | 1    |
| 13   | 英国       | 0    | 0    | 1    | 1    |
| 13   | 荷蘭       | 0    | 0    | 1    | 1    |
| 总计 | 总计       | 10   | 10   | 10   | 30   |

## 奖牌得主

### 反曲弓
| 项目     | 金牌                                                       | 银牌                                                           | 铜牌                                   |
| 男子个人 | 林东贤 · 韩国（KOR）                                       | 魏均珩 · 中華臺北（TPE）                                       | 史蒂夫·韋勒 · 荷兰（NED）              |
| 女子个人 | 克谢尼娅·佩罗娃 · 俄罗斯（RUS）                            | 張惠珍 · 韩国（KOR）                                           | 譚雅婷 · 中華臺北（TPE）               |
| 男子团体 | 義大利 · 马尔科·加利亚佐 · 毛罗·内斯波利 · 戴维·帕斯夸卢奇 | 法國 · 托马·希罗 · Pierre Plihon · 让-夏尔·瓦拉东              | · 林东贤 · 金優鎮 · 吳真爀             |
| 女子团体 | · 張惠珍 · 崔美善 · 姜彩荣                                 | 墨西哥 · 瑪麗安娜·馬汀尼茲 · 艾達·阿洛尤 · 亚历杭德拉·瓦伦西亚 | 中華臺北 · 林詩嘉 · 林昱萱 · 譚雅婷    |
| 混合团体 | · 林东贤 · 姜彩荣                                          | 德国 · 弗洛里安·卡隆德 · 莉萨·翁鲁                             | 英国 · 帕特里克·休斯顿 · 娜奥米·福卡德 |

### 复合弓
| 项目     | 金牌                                                          | 银牌                                                          | 铜牌                                                               |
| 男子个人 | Sebastien Peineau · 法國（FRA）                               | Stephan Hansen · 丹麦（DEN）                                  | Braden Gellenthien · 美国（USA）                                   |
| 女子个人 | 宋侖修 · 韩国（KOR）                                          | Yeşim Bostan · 土耳其（TUR）                                  | Kristina Heigenhauser · 德国（GER）                                |
| 男子团体 | 美国 · Steve Anderson · Braden Gellenthien · Kristofer Schaff | 義大利 · Sergio Pagni · Federico Pagnoni · 阿尔贝托·西莫内利  | 哥伦比亚 · Sebastián Arenas · Camilo Andrés Cardona · Daniel Muñoz |
| 女子团体 | 哥伦比亚 · Sara López · Alejandra Usquiano · Nora Valdez      | 印度 · Trisha Deb · Lily Chanu Paonam · Jyothi Surekha Vennam | · 崔輔珉 · 蘇採元 · 宋侖修                                         |
| 混合团体 | · 金悰鎬 · 宋侖修                                             | 德国 · Marcel Trachsel · Kristina Heigenhauser                | 義大利 · Sergio Pagni · 伊雷妮·弗兰基尼                            |

## 参赛国家和地区
共有来自58个国家和地区的373名运动员参加本届赛事。

| - 阿根廷（7） - （7） - 奥地利（6） - 比利时（7） - 不丹（4） - 巴西（7） - 加拿大（10） - 智利（4） - 中国（6） - 中華臺北（12） - 哥伦比亚（12） - （3） - （6） - 古巴（4） - 捷克（5） - 丹麦（12） - （3） - 埃及（1） - 薩爾瓦多（6） - 爱沙尼亚（3） | - 芬兰（3） - 法國（12） - 法罗群岛（3） - （3） - 德国（12） - 英国（11） - （7） - 匈牙利（2） - 冰島（6） - 印度（12） - 義大利（12） - 日本（8） - （6） - （12） - 拉脫維亞（1） - 立陶宛（6） - 盧森堡（2） - 马来西亚（12） - 墨西哥（12）（主办国） | - 摩尔多瓦（2） - 荷蘭（9） - 新西兰（1） - 挪威（5） - 菲律賓（4） - 波蘭（7） - 葡萄牙（1） - 波多黎各（2） - 羅馬尼亞（2） - 俄羅斯（12） - 沙烏地阿拉伯（3） - 斯洛伐克（1） - 斯洛維尼亞（6） - 南非（6） - 西班牙（10） - 瑞士（5） - 土耳其（12） - 乌克兰（6） - 美国（12） |